# محوطه کلیجه
محوطه کلیجه مربوط به دوران پیش از تاریخ ایران باستان است و در شهرستان کلاله، روستای ملاشیخ واقع شده و این اثر در تاریخ ۲۵ اسفند ۱۳۷۹ با شمارهٔ ثبت ۳۶۵۰ به‌عنوان یکی از آثار ملی ایران به ثبت رسیده است.